# Marcelo Rezende
Marcelo Luiz Rezende Fernandes (Rio de Janeiro, 12 de novembro de 1951 — São Paulo, 16 de setembro de 2017) foi um jornalista, repórter e apresentador de televisão brasileiro. Integrou programas como Linha Direta, Cidade Alerta, Domingo Espetacular, Fantástico, Globo Repórter e Jornal Nacional.
São de sua autoria algumas das reportagens investigativas de maior impacto exibidas pela TV Globo na década de 1990, como a denúncia das sessões de espancamento e assassinato de moradores da Favela Naval, em Diadema, por integrantes da Polícia Militar de São Paulo.
Mesmo não tendo formação acadêmica superior, destacou-se no jornalismo trabalhando nas redações das maiores organizações de mídia do país, como Grupo Globo, Record e Editora Abril.

## Biografia
A descoberta do jornalismo ocorreu de forma inusitada para o jovem carioca de classe média baixa que não queria estudar e que aos 16 anos virou hippie numa colônia na Bahia, onde passou a vender artesanato pra sobreviver. Marcelo tinha 17 anos, matriculado em um curso técnico de mecânica, foi visitar a redação do Jornal dos Sports no Rio de Janeiro, com o primo Merival Júlio Lopes, que trabalhava lá. No local, se ofereceu para ajudar um senhor que datilografava uma relação de clubes de várzea. Ele era diretor do jornal, que convidou Marcelo para estagiar. No Jornal dos Sports Rezende ficou até os 19 anos. "Volta para a mecânica, você não leva o menor jeito para ser jornalista, não presta atenção em nada", disse seu chefe. De muitas amizades, conseguiu rapidamente um emprego, na Rádio Globo, tendo sido logo depois, em 1972, convidado para trabalhar como copidesque no jornal O Globo. Ali teve a oportunidade de aproximar-se do ídolo Nelson Rodrigues e trabalhar com o colega Tim Lopes.
Depois de sete anos em O Globo, ele foi convidado para uma das mais importantes publicações da área de esportes, a revista paulistana Placar, da Editora Abril. Por oito anos e meio naquela redação, foi repórter, editor e chefe da sucursal no Rio de Janeiro. Cobriu a Seleção Brasileira em duas Copas do Mundo, além dos Jogos Olímpicos e o título mundial de Flamengo e Grêmio em 1981 e 1983, respectivamente. Ainda em Placar, ele participou da reportagem que apurou escândalos na Loteria Esportiva em 1983. Registro raro é sua participação no programa Roda Viva, da TV Cultura, onde Ayrton Senna era o entrevistado e Rezende, um dos entrevistadores convidados.
Em 1987, o repórter chegou à televisão, na área de esportes da Rede Globo. Cobriu os clubes do Rio de Janeiro e participou das transmissões dos jogos, por exemplo, a Copa América de 1989, na equipe de Galvão Bueno e Chico Anysio. A diretora-executiva de jornalismo Alice-Maria e o diretor-geral, Armando Nogueira, tinham outros planos e ele foi transferido para a editoria "Geral". A primeira cobertura policial foi o assassinato de um dos empresários mais ricos do Rio, José Carlos Nogueira Diniz Filho. Foi onde o instinto investigativo de repórter apareceu. Mas continuou na "Geral", fazendo fontes. Participou da transmissão do festival de música Rock in Rio, fez reportagem sobre a primeira rede de telefonia celular do Brasil e participou da cobertura do funeral de Ayrton Senna, em São Paulo.
Seu pai era diretor de uma unidade para menores infratores e depois se tornou coordenador de uma escola, que era chamada de "serviço assistencial ao menor". Foi nesse ambiente e convívio social que se apresentaria em reportagens investigativas e coberturas jornalísticas: a prisão dos sequestradores do empresário Roberto Medina, a busca ao paradeiro de PC Farias, o crescimento e as invasões do Movimento dos Trabalhadores Rurais Sem Terra, o MST, a indústria da pirataria fonográfica chinesa e a corrupção na Confederação Brasileira de Futebol, CBF.
"Marcelo Rezende (1951-2017) fez uma participação póstuma em Verão 90. No capítulo exibido em 25 de março, a novela da Globo colocou no ar o trecho de uma reportagem sobre os arrastões nas praias do Rio de Janeiro feita pelo jornalista 1993."

### Favela Naval – Divisor de águas nos direitos humanos
Em 1997, o caso dos dez policiais flagrados por cinegrafista amador torturando e atirando em pessoas durante operações na Favela Naval, em Diadema, SP, virou um marco em sua carreira. A TV Globo descreve no site Memória Globo que a reportagem, "pelo seu impacto e repercussão [inclusive internacional] entraria para a história da Globo e do jornalismo brasileiro". As gravações ocorreram nos dias 3, 5 e 7 de março, e transmitidas no Jornal Nacional em 31 de março daquele ano, com a advertência do apresentador William Bonner ao público das cenas que seriam mostradas. O motorista de um dos automóveis é esbofeteado e levado para trás de uma parede por um dos policiais. Os outros conversam tranquilamente enquanto se ouvem os gritos de súplica do rapaz que é espancado. Outro trecho mostra que o policial espancador chama o colega e, em seguida, dispara um tiro. Os dois PMs então se afastam e um deles guarda a arma e ri. A gravação também mostrava o assassinato do passageiro de um carro. Após a reportagem de Rezende foi lido um editorial da emissora. Do recebimento da fita e a exibição, Marcelo Rezende levou cinco dias confirmando a veracidade da história. Ele montou uma equipe com 13 profissionais, que o ajudaram nas investigações. Além de várias testemunhas, localizaram o homem que dirigia o carro no qual foi assassinado o mecânico que estava de férias e fora visitar um amigo. Rezende e sua equipe de reportagem também descobriu que, nos meses que antecederam o caso em, dezenas de denúncias já haviam sido encaminhadas às autoridades, mas que não tomaram nenhuma providência. O Caso Favela Naval é considerado um divisor de águas na questão dos direitos humanos no Brasil, que passou a ser disciplina obrigatória para formação de policiais, além da criação pelo Governo Federal da Secretaria Nacional dos Direitos Humanos.

### Linha Direta – Violência simulada e em suspense na TV
Em 1999, no Linha Direta, horário nobre da TV Globo, Rezende iniciou seu percurso como apresentador, sendo um dos criadores da nova versão do programa. Ele permaneceu na função apenas na primeira temporada. O programa de suspense e mistério tinha oficialmente o objetivo de combater a impunidade ao destacar casos que tivessem transitado na justiça e sido julgados, com condenados foragidos, e por meio das simulações de crimes dramatizados por atores, com base no inquérito, no processo e no depoimento de amigos e familiares. O jornalista trabalhou sete meses montando uma equipe de 50 profissionais, entre os quais 20 jornalistas, e contou com o apoio do centro de documentação da emissora e da Central Globo de Produção, na responsabilidade do diretor Roberto Talma. Linha Direta foi um grande sucesso, com dezenas de denúncias diárias para a emissora e autoridades contra criminosos procurados pela Justiça por crimes de assassinato, estupro e sequestro. Meses antes da estreia, uma espécie de "piloto" (programa teste) do Linha Direta foi exibido no Fantástico, com uma entrevista exclusiva do "Maníaco do Parque", com trilha de suspense e análises de psicólogos e até astrólogos. No ano de 2010, na TV Bandeirantes, Rezende apresentou o Tribunal na TV, semelhante ao Linha Direta por causa das dramatizações de histórias, mas desta vez somente do ponto de vista do judiciário — o cenário era similar a um tribunal e não tinha o objetivo de encontrar fugitivos.

### Cidade Alerta – Jornalismo policial, opinativo e informal
Depois de deixar a TV Globo, em 2002, passou por três emissoras; Record, Band e RedeTV, onde apresentou o telejornal RedeTV! News - ficou por dois anos como apresentador do formato mais tradicional de telejornalismo. No Cidade Alerta, da Record, ele conseguiu se manter na TV e popularizar-se até entre jovens com bordões como "Corta pra mim!" e "Bota exclusivo, minha filha, dá trabalho pra fazer". Por reestruturação na programação da Record, a primeira passagem dele pelo programa foi curta, entre 2004 e 2005. A segunda iniciou em junho de 2012. Desde então, ao lado do colega comentarista de segurança Percival de Souza, ele deu um novo tom ao formato, inédito nesse tipo de programa de rede nacional: intercalou as notícias de violência cotidiana com falas irônicas e brincadeiras com integrantes do programa, inclusive dos bastidores. A iniciativa é justificada pela longa duração na programação da Record - a transmissão chegou a ter quase 4 horas diariamente. Fundamental na estratégia de audiência do canal para o fim de tarde e começo da noite, o novo formato do Cidade Alerta alcançou altos índices de audiência, sempre com dois dígitos de pontos no Ibope, tendo seu auge nos anos de 2013 e 2014. Foi destacada a apresentação de Marcelo Rezende na cobertura da histórica onda de protestos pelo país, em junho de 2013, que aconteciam no horário em que o programa era exibido. A adrenalina do "ao vivo" diário atrelada à forte personalidade do jornalista o fez soltar declarações polêmicas no ar: demonstrar apoio às manifestações populares aqui citadas, ser contra a reforma previdenciária do governo Temer, e ser favorável à pena de morte para crimes graves e à diminuição da maioridade penal.

### As Grandes Entrevistas de Marcelo Rezende – As melhores entrevistas do jornalista
Em 23 de agosto de 2018, em comemoração aos 65 anos da RecordTV, a emissora estreou o especial As Grandes Entrevistas de Marcelo Rezende. Em quatro programas, veiculados entre agosto e setembro de 2018, várias entrevistas feitas por Rezende foram exibidas como uma forma de homenagem póstuma ao jornalista que fez parte da emissora por tantos anos. O programa apresentou entrevistas com criminosos notórios como o goleiro Bruno, o ex-deputado Hildebrando Pascoal, o ex-ator Guilherme de Pádua, Pedrinho Matador e Francisco de Assis Pereira, o "Maníaco do Parque".

## Vida pessoal
O jornalista foi pai de Diego, Patrícia, Marcela, Carolina e Valentina - todos de cinco mães diferentes. Foi casado durante 19 anos. Ele tinha duas netas, um irmão não biológico e uma prima como colega de trabalho, a repórter Adriana Rezende, da RecordTV Rio. Marcelo afirmava crer em Deus, mas sem filiação religiosa.

## Doença e morte
No começo do mês de maio de 2017, ele precisou ser internado no Hospital Albert Einstein devido a dores abdominais. Isto gerou especulações sobre o seu estado de saúde, uma vez que não foram divulgados boletins médicos. Em 14 de maio, a Record exibiu uma entrevista de Rezende para o programa Domingo Espetacular ao repórter  Raul Dias Filho   em que revelou o diagnóstico, semanas antes, de câncer pancreático com metástase no fígado.
Ele demonstrou fé, pediu energia do público e anunciou o seu afastamento temporário do trabalho para fazer o tratamento. Desde então, e como forma de combater notícias falsas na internet sobre seu estado de saúde, ele utilizava suas redes sociais para divulgar vídeos informando sobre sua luta contra a doença, como quando declarou fazer um retiro espiritual.
Morreu no dia 16 de setembro de 2017 às 17h45 no Hospital Moriah, de falência múltipla de órgãos em decorrência de complicações do câncer de pâncreas. O corpo foi velado na Assembleia Legislativa de São Paulo na manhã e tarde do dia seguinte e contou com a presença de jornalistas, executivos e personalidades da TV na homenagem. Em um dia ensolarado na capital paulista, o público fez fila para dar o último adeus. O corpo de Marcelo foi sepultado no Cemitério de Congonhas, zona sul de São Paulo. O velório do jornalista e parte do cortejo para o cemitério foi transmitido ao vivo durante a programação da Record, canal em que ele trabalhou por 8 anos.

## Programas
| Ano       | Título                                    | Papel             | Emissora          |
| --------- | ----------------------------------------- | ----------------- | ----------------- |
| 1987–1990 | Globo Esporte                             | Repórter          | Rede Globo        |
| 1990–1999 | Fantástico                                | Repórter          | Rede Globo        |
| 1990–1999 | Globo Repórter                            | Repórter          | Rede Globo        |
| 1990–1999 | Jornal Nacional                           | Repórter          | Rede Globo        |
| 1999–2000 | Linha Direta                              | Apresentador      | Rede Globo        |
| 2000–2002 | Fantástico                                | Repórter          | Rede Globo        |
| 2002–2004 | Repórter Cidadão                          | Apresentador      | RedeTV!           |
| 2004–2005 | Cidade Alerta                             | Apresentador      | RecordTV          |
| 2006–2008 | RedeTV! News                              | Apresentador      | RedeTV!           |
| 2010      | Tribunal na TV                            | Apresentador      | Rede Bandeirantes |
| 2010–2011 | Domingo Espetacular                       | Repórter Especial | RecordTV          |
| 2011–2012 | Repórter Record                           | Apresentador      | RecordTV          |
| 2012–2017 | Cidade Alerta                             | Apresentador      | RecordTV          |
| 2018      | As Grandes Entrevistas de Marcelo Rezende | Entrevistador     | RecordTV          |

## Premiações
Festival de Filme e Televisão de Nova York 1994
- Diploma de honra ao mérito - Trabalho do Menor: Globo Repórter[43]

Troféu APCA 1998 - Telejornalismo
- Violência Policial em Diadema

Prêmio Líbero Badaró 1998
- Violência Policial em Diadema

### Livro
- Rezende, Marcelo - Corta pra Mim: os Bastidores das Grandes Investigações: Editora Planeta, 2013. ISBN 9788542202274